# Michel Genty
Pour les articles homonymes, voir Genty.
Michel Genty, né le 18 février 1949 à Vanves, est un artiste contemporain français.

## Biographie
Né à Vanves dans une famille de cheminots, Michel Genty développe très tôt une passion pour les trains qui seront l'une de ses premières sources d'inspiration. Lorsque son père est muté à Maisons-Alfort dans le courant des années 1950, il s'initie au modélisme, avant de se tourner progressivement vers les arts et la peinture à la faveur de visites de plusieurs musées de la région parisienne.
Reçu au concours d'entrée de la manufacture nationale des Gobelins dès l'âge de 13 ans, il s'oriente vers la section de basse-lice, dite « de Beauvais ». Parallèlement, son goût pour l'histoire est entretenu par de fréquentes visites au musée du Louvre ou au musée de Cluny. Marqué par la tenture dite de « la dame à la licorne », il s'initie à l'art médiéval tout en développant un goût pour l'architecture romane.
Dans sa jeunesse, il se lie d'amitié avec le peintre et sculpteur animalier Jean Graves, tout en croisant le chemin de quelques grands noms de la peinture. En 1967, le jeune homme réalise ses premières tapisseries. Cependant, désireux de s'affranchir de ce qui lui semble trop relever de l'académisme, il quitte les manufactures nationales l'année suivante. Dans son atelier de Maisons-Alfort, il développe ses propres conceptions artistiques. En 1977, il est l’auteur d’un essai sur la tapisserie de lice, « Apologie d’un art ».
En 1979, il rencontre celle qui deviendra son épouse, Monique Jordan.
En 1980, le couple décide de quitter la région parisienne pour s'installer en Saintonge. Michel Genty ouvre un atelier à Saint-Augustin, un village de la presqu'île d'Arvert, non loin de Royan. Il y peint des œuvres parfois considérées comme provocatrices, mais qui sont pour l'artiste un « réquisitoire contre l'intolérance, le terrorisme et la violence ». Certains tableaux sont des hommages aux grands artistes du passé, tel « Scène champêtre en Arvert », une huile sur toile qui s'inspire du « Déjeuner sur l'herbe » d'Édouard Manet.
La crise économique des années 1990 contraint l'artiste à s'essayer à d'autres domaines. Il devient correspondant de presse et donne des cours au sein d'une association locale baptisée « Association des Artistes d'Aujourd'hui ». 
En 1997, la ville de La Tremblade lui passe commande d'une première peinture murale. Quelques années plus tard, c'est la ville de Saintes qui lui confie la tâche de réaliser une fresque monumentale de 750 m² sur le château d'eau de la Recouvrance, à Saintes.
En 2003, la ville de La Tremblade passe commande à l'artiste d'un ensemble de peintures bibliques destinées à orner l'église du Sacré-Cœur : le « Polyptyque de la croix ».
En 2008, il reçoit à cette occasion le « Prix des arts sacrés ».

## Expositions
Michel Genty a participé à plusieurs manifestations en France , 